# 1778 en santé et médecine
| Années de la santé et de la médecine : 1775 - 1776 - 1777 - 1778 - 1779 - 1780 - 1781    |
| Décennies de la santé et de la médecine : 1740 - 1750 - 1760 - 1770 - 1780 - 1790 - 1800 |

Cet article présente les faits marquants de l'année 1778 en santé et médecine.

## Événements

### France
- Premier Avis au public de la Société royale de médecine : la Société fait connaître les mesures de protection prises pour assurer la sécurité du public, pour le garantir contre les tromperies des charlatans[1].
- Angélique Le Boursier du Goudray, sage-femme très renommée et pensionnaire de la cour de France, ouvre des cours d'obstétrique dans plusieurs villes de Flandre, notamment à Nieuport[2].
- Franz-Anton Mesmer, arrivé à Paris, officie d'abord à l'hôtel Bourret place Vendôme[3] puis à l'hôtel Bullion[4] à l'angle des rues Coq-Héron (actuel no 9) et Orléans-Saint-Honoré (actuelle rue du Louvre), près de Saint-Eustache, et encore à l'hôtel de Coigny, rue Coq-Héron. Sa clientèle s'accroissant, il s'établit ensuite à Créteil en mai 1778.

## Publications
- 30 avril : enregistrement au Conseil du Cap-Français du « brevet portant privilège exclusif [qui] autorise l'impression et la distribution dans toute la partie française de Saint-Domingue [...] [d'] une feuille périodique sous le nom de Gazette de Médecine et d'Hyppiatrique »[5].
- Paul-Joseph Barthez défenseur du vitalisme publie Nouveaux éléments de la science de l'homme, Montpellier, Jean Martel, ainé, 1778, 348 p. (lire en ligne)[6].
- Anselme Jourdain décrit l'ostéopériostite alvéolodentaire dans son ouvrage Traité des maladies et des opérations chirurgicales de la bouche, Paris, Valleyre (lire en ligne)[6].

## Naissances
- 4 février : Augustin Pyrame de Candolle (mort en 1841), médecin et botaniste suisse[7].

## Décès
- 3 janvier : Paul-Jacques Malouin (né en 1701), médecin et chimiste français[8].